# Grotte du Géant
Pour les articles homonymes, voir Géant.
La grotte du Géant est une grotte située sur un promontoire rocheux sur la commune de Gondreville (54), en rive droite de la Moselle, 20 m au-dessus de son niveau actuel. Sa formation remonte à la période de la capture de la Moselle par la Meurthe.

## Historique

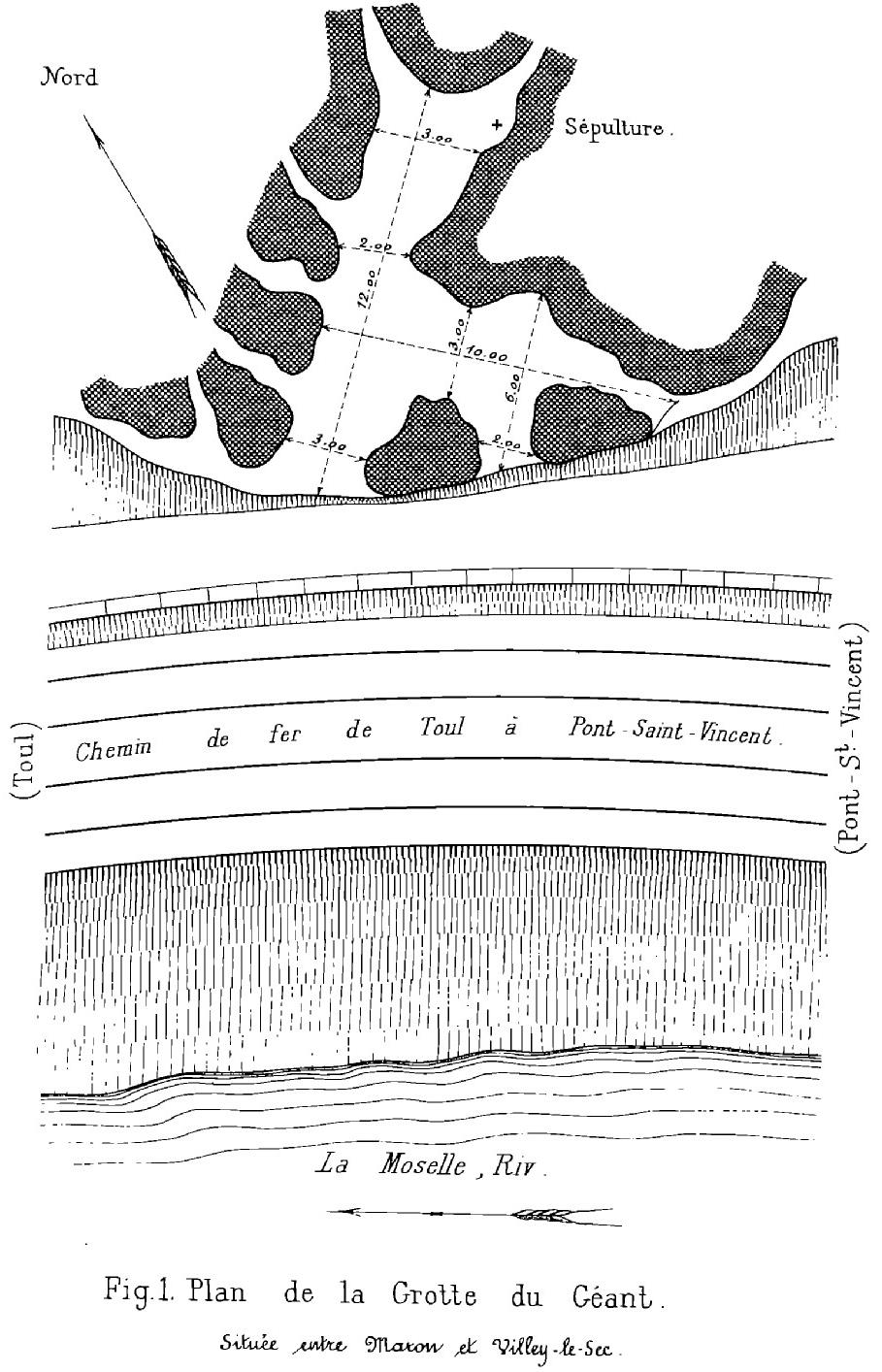
Plan de la grotte du Géant publié par le comte Jules Beaupré en 1901 dans "Note sur une sépulture de l'époque néolithique découverte en 1900 dans la grotte du Géant".

Cette cavité a été explorée et décrite en 1864 par Nicolas Husson  (°1814 - †1890). Il y observa un ancien foyer ainsi que des os travaillés, des ossements et des tessons de poterie plus ou moins anciens.
Au début du XXe siècle le comte Jules Beaupré y a effectué plusieurs campagnes de fouilles méthodiques à l'occasion desquelles il découvrit une sépulture creusée dans la roche datant du néolithique et des fragments d'un coquillage identiques à ceux trouvés par Camille Husson (°1843 - †1886) dans le trou des Celtes à Pierre-la-Treiche.

## Classement spéléologique
L'ensemble de la cavité est de classe 1.